# Сокольский деревообрабатывающий комбинат
Акционерное общество «Сокольский деревообрабатывающий комбинат»— деревообрабатывающее предприятие Северо-запада России.
Специализируется на производстве комплектов домов по двум технологиям: брусовой (клеёный брус) и каркасно-панельной. Расположен в городе Сокол в 35 км от областного центра Вологда. Транспортное сообщение: станция «Сухона» Северной железной дороги, 493 км автомобильной магистрали Москва — Архангельск.
АО «Сокольский ДОК» («Строительство-123») основан 15 апреля 1942 года по приказу Н. Г. Кузнецова — главнокомандующего Военно-морским флотом СССР. В кратчайшие сроки было организовано производство деревянных изделий для нужд фронта. После войны завод изготавливал сборные казармы, склады, дома. Изделия «ДОЗ-21» сыграли большую роль в строительстве космодрома в Плесецке и полигона для испытания атомного оружия на Новой Земле, дома поставлялись в Арктику, пограничные войска и Афганистан. После модернизации завода в 90-е годы комбинат производит и строит церкви и гостиницы, базы отдыха, дома-усадьбы большой площади, в том числе Дом Деда Мороза в Великом Устюге.
АО «Сокольский деревообрабатывающий комбинат» входит в группу компаний «Segezha Group».

## История
В начале 1942 года на берегу реки Сухоны под Вологдой, в небольшом рабочем городке Сокол был заложен деревообрабатывающий завод. К 1949 году на заводе работали два цеха — лесопильный и столярный, запущена своя электростанция, котельная и сушилка. Завод имел грузовой автопарк и свой флот из нескольких барж и катеров.
1949 год — 21-й деревообрабатывающий завод министерства обороны начал производить сборно-щитовые казармы и дома, почти все операции были механизированы, создана школа фабрично-заводского обучения.
Была создана школа фабрично-заводского обучения. Базовым предприятием школы стал деревообрабатывающий завод. В апреле 1958 года была выпущена первая древесноволокнистая плита.
В 1960 году Сокольский ДОЗ перешёл на сборно-щитовое домостроение нового типа. Был возведён цех домостроения.

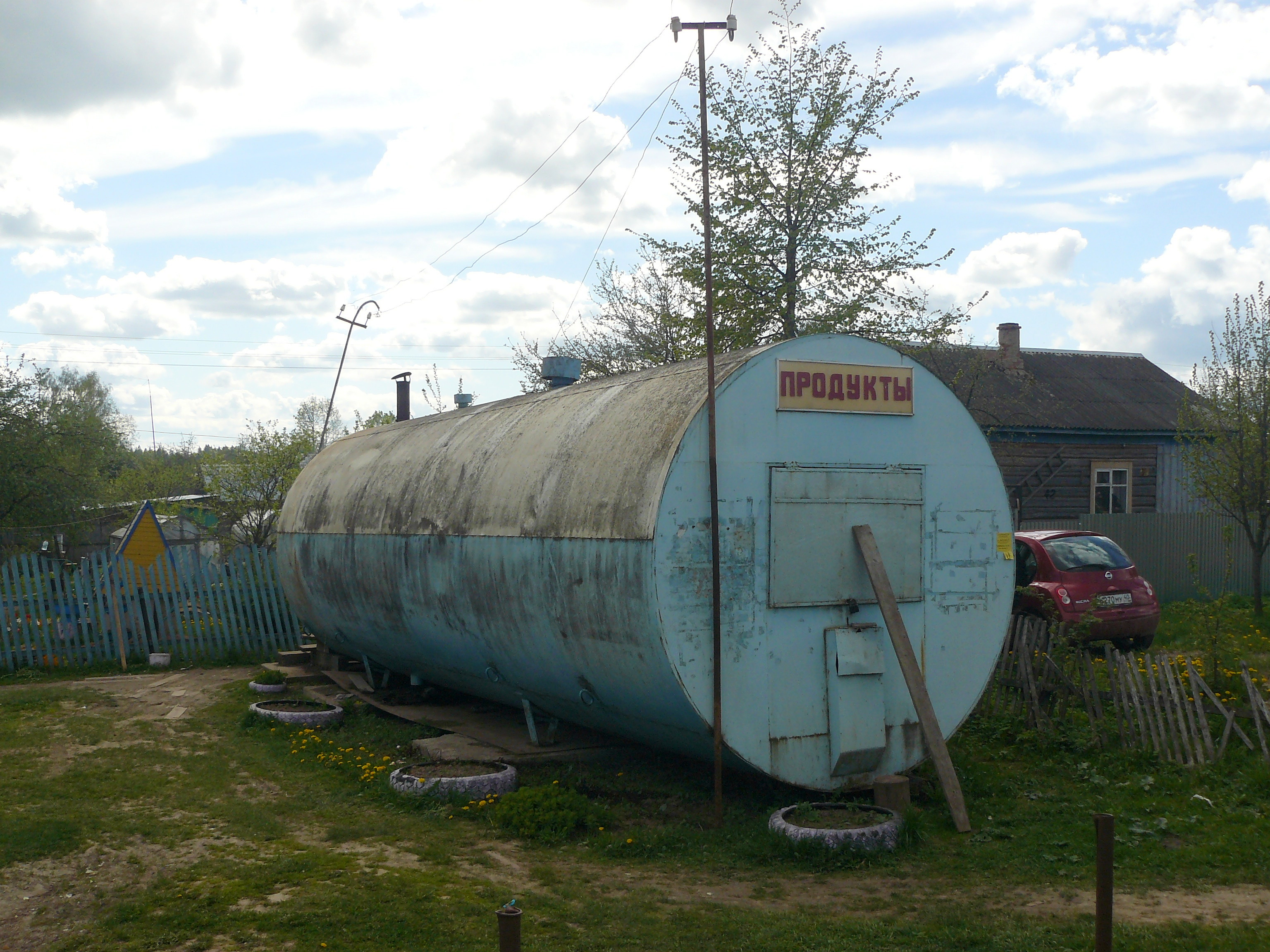
Дом-бочка ЦУБ-2М (Цилиндрический унифицированный блок).

В 1973 году стало осваиваться производство передвижных домов для освоения районов Крайнего Севера и Сибири. В 1975 году Сокольский ДОЗ выпустил первые дома-бочки.
В 1980-е годы основные силы были направлены на выполнение правительственного заказа — производства жилья для военнослужащих, выводимых из Западной группы войск.

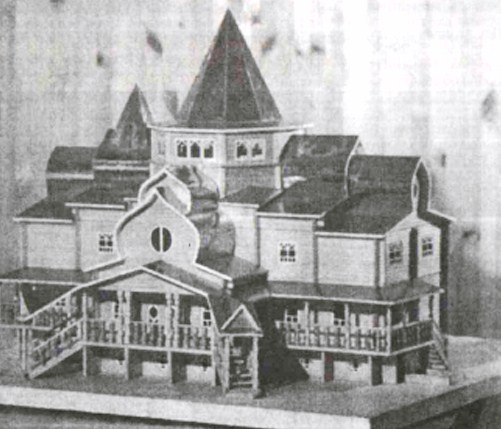
Макет дома Деда Мороза, музей Сокольского ДОКа

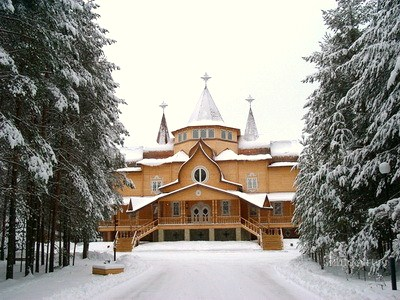
Дом Деда Мороза, г. Великий Устюг

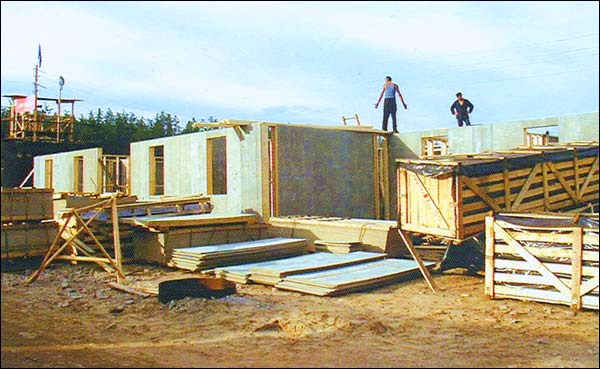
Восстановление Ленска, 2001 г.

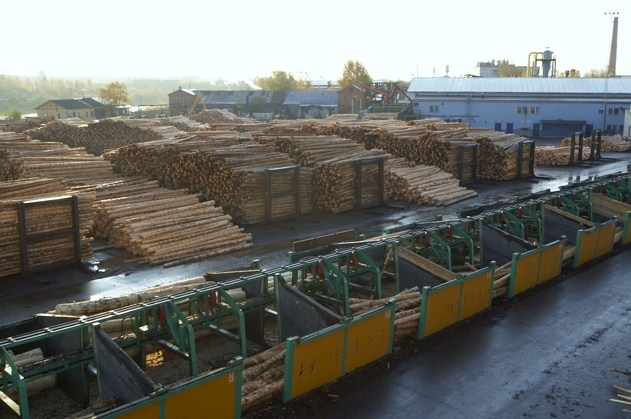
Территория комбината. Биржа сырья.

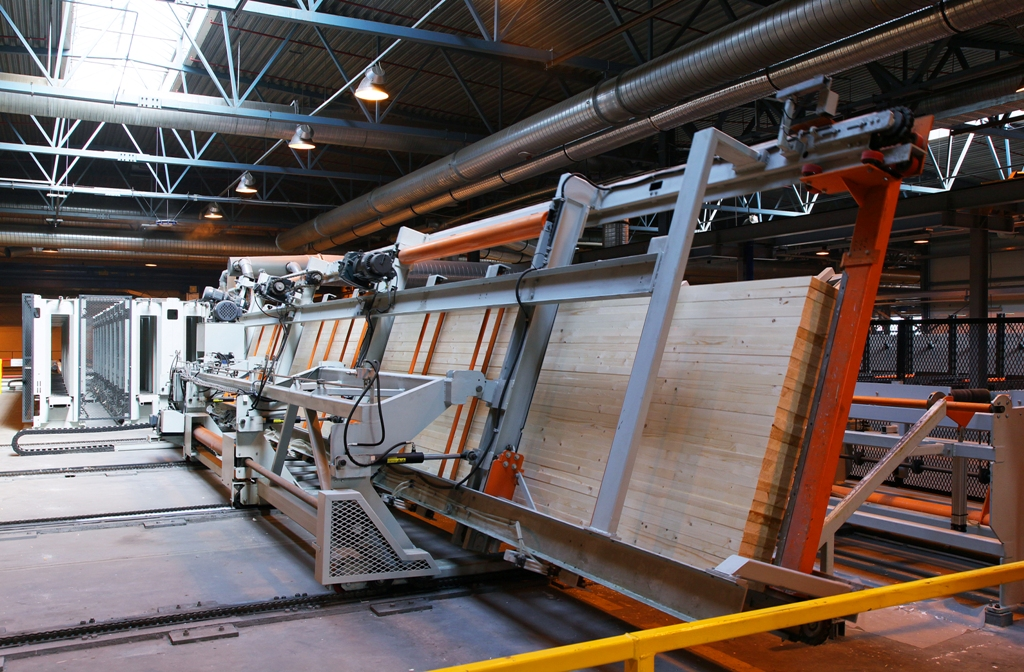
Производственный цех. Загрузка пресса

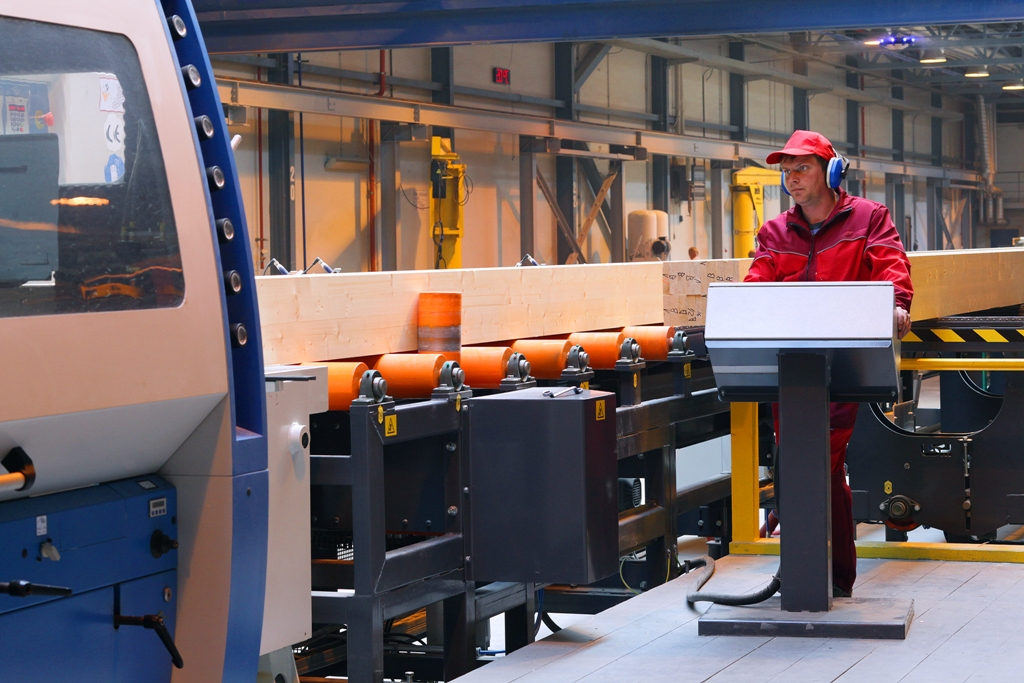
Производственный цех. Профилирующий станок.

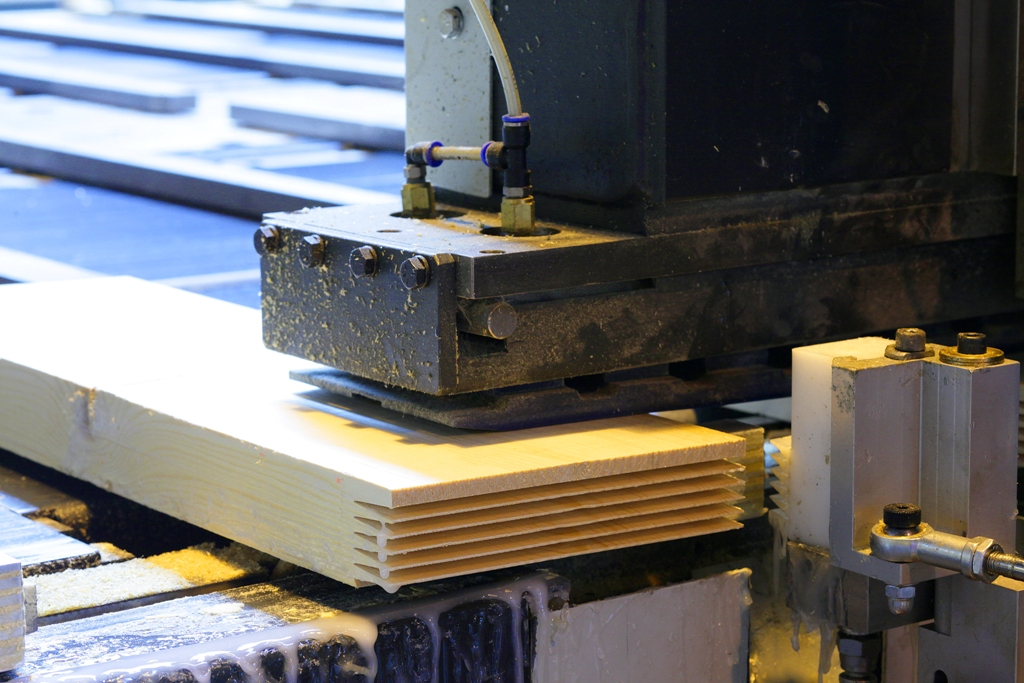
Линия сращивания-зарезка шипового соединения клееного бруса

В 1988 году завод начал осваивать клеёный брус в качестве нового материала для стен домов.
В 1997 году 21-й деревообрабатывающий завод (ДОЗ-21 Государственного предприятия — Главное управление строительной промышленности Министерства обороны Российской Федерации) выведен из состава Вооруженных Сил Российской Федерации и преобразован в акционерное общество.
В 1990-е годы завод прошёл очередную модернизацию. СДК первым в России одновременно с ведущими скандинавскими фирмами освоил производство клеёного профилированного бруса. Завод выпускал комплекты домов по трём технологиям: брусовой, каркасной и панельной.
25 декабря 1999 год в Великом Устюге был открыт Дом Деда Мороза. Жилая резиденция Деда Мороза из клеёного бруса площадью более 900 м² — одно из самых больших деревянных зданий в стране — было возведено за два месяца .
В 2001 году в рамках реализации Федеральной программы по восстановлению пострадавшего от наводнения города Ленска ОАО «Сокольский ДОК» стал подрядчиком МЧС России. На Сокольском ДОКе производились комплекты 8-квартирных деревянных домов, включающие в себя всё необходимое для быстрой сборки. После наводнения весной 2002 года в Краснодарском крае «Сокольский ДОК» выступил в качестве поставщика панельных домов в Новокубанск. За 3 месяца — с августа по ноябрь — в Новокубанск было поставлено 19 800 м² домов.
В октябре 2003 года ОАО «Сокольский ДОК» стал победителем конкурса «1000 лучших предприятий и организаций России».
В июле 2006 года на комбинате был реализован инвестиционный проект объёмом 360 млн руб. по запуску в эксплуатацию лесопильной линии Hew-Saw R-250 мощностью 1600 тыс. м³ в год.
2008 год — лидерство среди компаний-поставщиков домов из клееного бруса в коттеджные посёлки .
2010 год — производство первых в России домов маркированных логотипом FSC.

## Руководство
- Генеральный директор — Пастухов Константин Владимирович
- Главный инженер — Запанков Валерий Николаевич
- Главный технолог — Генералова Татьяна Николаевна